# Hamp (art)
 For alternative betydninger, se Hamp. (Se også artikler, som begynder med Hamp)
Hamp (Cannabis sativa), også kaldet almindelig hamp, er en art i slægten Cannabis. Det er en op til 3 meter høj, enårig urt. Den stammer oprindelig fra Centralasien og er en af de ældste nytteplanter i verden. Den anvendes både som rusmiddel, lægemiddel og fødevare. Dens plantefibre anvendes i f.eks. tekstiler og tovværk. I Danmark vokser arten forvildet fra dyrkning omkring bebyggelse og på affaldspladser.

## Beskrivelse
Bladene sidder som regel spredt langs stænglen og er håndfliget fingrede, med tre til ni lancetformede, savtakkede småblade. Blomsterstanden er opret og beklædt med kirtler. Arten er tvebo og har han- og hunblomster på forskellige planter. Blomsterne er femtallige med et uanseligt bloster. Hanblomsterstandene er rigt forgrenede, mens de hunlige er klaselignende. Frugten er en lille nød.

## Anvendelse
Hamp er en af verdens ældste nytteplanter, dens historie går 8.000 år tilbage. Alle plantedele er egnet til fremstilling af levnedsmidler. Den dyrkes på grund af de olieholdige frø og de indtil 25 mm lange bastceller, som danner op til 3 m lange baststave. Basten anvendes bl.a. til tovværk. Frøene anvendes som fødevare eller som dyrefoder, og olien der udvindes af frøene kan ligeledes anvendes inden for kosmetik eller medicin.
Cannabis sativa bliver ligesom den anden art i Cannabis-slægten Cannabis indica anvendt som rusmiddel. Cannabis sativa har muligvis i den forbindelse en mere psykedelisk virkning end Cannabis indica, der virker mere bedøvende. Dette skyldes formodentlig det højere indhold af cannabidiol (CBD) i Cannabis indica, og eller andre cannabinoider (en) samt terpener. 
Alle planter og plantedele af slægten cannabis, er ulovlige i Danmark jf. bekendtgørelsen om euforiserende stoffer. Undtaget er dog cannabisfrø, stængler fra planten og lægemidlet Sativex. Selvom planter af slægten cannabis er ulovlige at dyrke, uanset indhold af det euforiserende stof THC, kan man få tilladelse til dyrkning med henblik på industrielt brug. Disse "industri-hampeplanter" skal være optaget på Europa-Kommissionens liste over godkendte hampesorter, som højst må indeholde 0,2 % THC. I 2014 talte denne liste 52 forskellige godkendte hampesorter Arkiveret 25. oktober 2017 hos  Wayback Machine.

## Systematik
Arten Cannabis sativa blev første gang videnskabeligt beskrevet af Carl von Linné.
Det er omstridt blandt botanikere om indisk hamp er en selvstændig art (Cannabis indica) eller en underart af Cannabis sativa. Det samme gælder Cannabis ruderalis.
Inden for arten Cannabis sativa L. skelner nogle autoriteter mellem to varieteter:
- Cannabis sativa var. sativa
- Cannabis sativa var. spontanea Vav.

### Synonymer
Synonymer for Cannabis sativa L.:
Cannabis americana Pharm. ex Wehmer
Cannabis celtis trinervia (Hispaniola)
Cannabis chinensis Delile
Cannabis erratica Siev.
Cannabis foetens Gilib.
Cannabis generalis E.H.L.Krause
Cannabis gigantea Crévost
Cannabis gigantea Delile ex Vilm.
Cannabis indica Lamarck
Cannabis intersita Soják
Cannabis kafiristanica (Vav.) Chrtek
Cannabis macrosperma Stokes
Cannabis ruderalis Janischewsky
Cannabis sativa subsp. culta Serebr. in Vavilov
Cannabis sativa subsp. indica (Lam.) E.Small & Cronquist
Cannabis sativa subsp. intersita (Soják) Soják
Cannabis sativa subsp. spontanea Serebr.
Cannabis sativa var. chinensis (Delile) A.DC.
Cannabis sativa var. indica (Lam.) Wehmer
Cannabis sativa var. kafiristanica (Vavilov) E.Small & Cronquist
Cannabis sativa var. ruderalis (Janisch.) S.Z.Liou
Cannabis sativa var. spontanea Vavilov